# Bellway
Bellway ist ein britisches Unternehmen mit Sitz in Newcastle upon Tyne. Es ist tätig auf dem Gebiet des Wohnungsbaus. Der Unternehmenszweck ist der Bau und der Verkauf von Häusern, von Ein-Zimmer-Wohnungen bis zu Fünf-Zimmer-Familienhäusern. Zu den Marken des Unternehmens gehören Bellway, Ashberry, Bellway London und The Artisan Collection.
Zu den Tochtergesellschaften des Unternehmens gehören Bellway Homes Limited, Bellway Housing Trust Limited, Bellway Properties Limited, Bellway (Services) Limited und Litrose Investments Limited.
Das Unternehmen ist an der Londoner Börse gelistet und Teil des FTSE 250 Index.

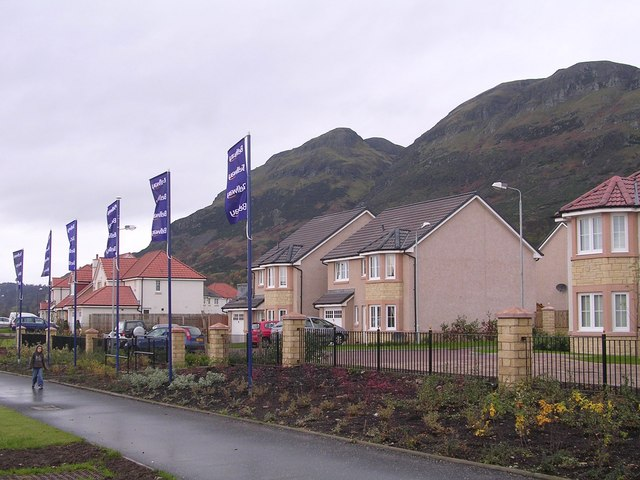
Ein Bellway Projekt in Clackmannanshire, Schottland

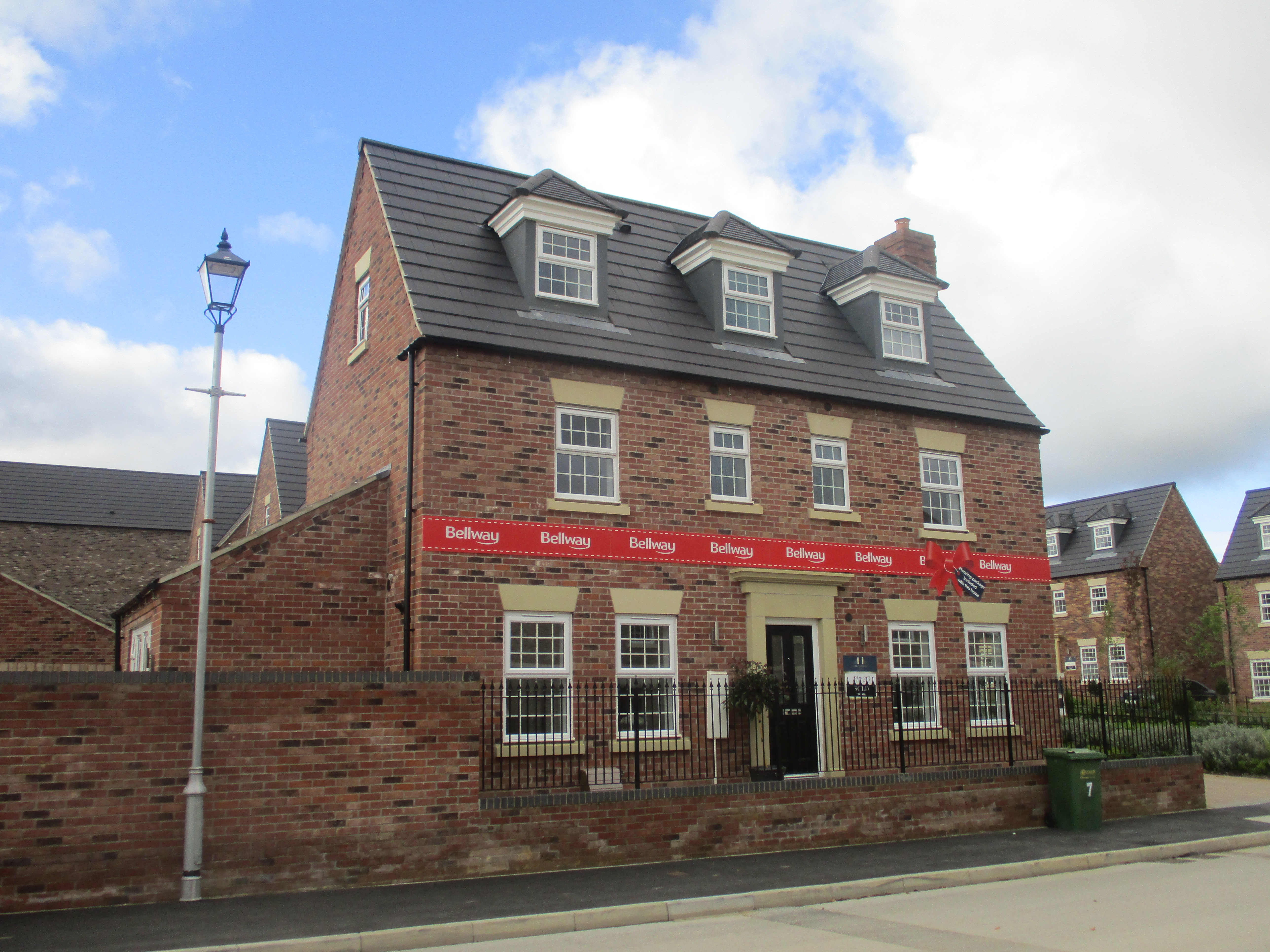
Ein Bellway Haus in Wetherby, West Yorkshire.

## Geschichte
Das Unternehmen wurde 1946 von John Thomas Bell und seinen Söhnen John und Russell als Wohnungsbauunternehmen in Newcastle upon Tyne unter dem Namen John T. Bell & Sons gegründet. 1951 trat Kenneth Bell, der jüngste der Brüder, in das Unternehmen ein. Die drei Brüder entwickelten in den 1950er Jahren auch Gewerbeimmobilien und ihre Firma, North British Properties, wurde 1961 an die Londoner Börse gebracht.
Es gelang der Familie Bell, die große Nachfrage nach privatem Wohnungsbau nach dem Zweiten Weltkrieg zu nutzen. Die Firma Bell begann, sich einen Namen für erschwingliche Wohnungen zu machen. In den 1950er Jahren begann die Firma Bell im nordöstlichen England zu expandieren. Dem Unternehmen trat der jüngste Bell-Bruder Kenneth Bell bei, der das Unternehmen später fast 20 Jahre lang als Vorsitzender führen sollte. In den 1960er Jahren breitete sich die Firma Bell auf einen Großteil der nördlichen Region Englands und Schottlands aus. Der Börsengang im Jahre 1963 trug zum Wachstum des Unternehmens bei.
Das Unternehmen beteiligte sich in den 1970er Jahren am Bau von Cramlington in Northumberland, der ersten britischen Stadt, die jemals von Privatunternehmen gebaut wurde. In dieser Dekade baute Bellway die Division South East auf. Die Expansionspläne des Unternehmens wurden jedoch durch die Ölkrise von 1974 und die daraus resultierende Rezession, die den Baumarkt für den Rest des Jahrzehnts schwächte, zunichtegemacht.
1979 wurde das private Wohnungsbaugeschäft „Bellway“ unter der Leitung von Kenneth Bell von der kommerziellen Seite des Unternehmens ausgegliedert. 1981 ging das neue Wohnungsbauunternehmen als Bellway Ltd. an die Börse. Im Laufe des nächsten Jahrzehnts expandierte Bellway im gesamten Vereinigten Königreich und wurde zu einem landesweit tätigen Bauunternehmen. Einen Aufschwung nahm Bellway in den 1980er Jahren durch die Deregulierung des britischen Bankwesens. Wohnungsbaudarlehen waren jetzt einfacher zu erhalten, wodurch sich für die Firma eine ganz neue Käuferschicht erschloss.
In der Mitte der 1990er Jahre erholte sich der britische Wohnungsmarkt. In dieser Zeit wurde Bellway einer der größten Wohnungsbauunternehmen des Landes. Ende der 1990er Jahre, als sich der nationale Wohnungsmarkt vollständig erholte, begann Bellway, besonders hochwertige Standorte ins Visier zu nehmen. Im Jahre 1999 erreichte das Unternehmen die Marke von 5.000 Wohnungen pro Jahr. Im Jahre 2019 wurden 10.819 Häuser verkauft.